# Wysoki Jesionik
Wysoki Jesionik (cz. Hrubý Jeseník, niem. Altvatergebirge, także Hohes Gesenke) – według podziału fizycznogeograficznego: Jerzego Kondrackiego i Wojciecha Walczaka mezoregion wchodzący w skład Sudetów Wschodnich oraz pasma Jesioników (cz. Jeseníky) o powierzchni 523,35 km², średniej wysokości 887,6 m n.p.m., z najwyższym szczytem Pradziad (cz. Praděd) – 1491,3 m n.p.m., na którym znajduje się wieża telewizyjna Praděd o wysokości 145,5 m. Położony jest w północno-wschodnich Czechach – na pograniczu Moraw i Śląska, w kraju ołomunieckim i morawsko-śląskim. Graniczy od północnego zachodu z Górami Złotymi (cz. Rychlebské hory), od północy i północnego wschodu z Górami Opawskimi (cz. Zlatohorská vrchovina), od wschodu i południowego wschodu z Niskim Jesionikiem (cz. Nízký Jeseník), a od zachodu i południowego zachodu z Hanušovicką vrchoviną. Ze względu na wysokość względną pasmo Wysokiego Jesionika zalicza się do gór średnich, natomiast ze względu na sposób powstania do gór zrębowych.

## Podział Wysokiego Jesionika
Wysoki Jesionik składa się z trzech części (mikroregionów) oddzielonych przełęczami – Červenohorské sedlo oraz Videlské sedlo :
- Masyw Keprníka[4] (cz. Keprnická hornatina) – najwyższy szczyt Keprník - 1423 m n.p.m.
- Masyw Orlíka[5] (cz. Medvědská hornatina) – najwyższy szczyt Medvědí vrch - 1216 m n.p.m.
- Masyw Pradziada[6] (cz. Pradědská hornatina) – najwyższy szczyt Pradziad - 1491 m n.p.m.

Według podziału geomorfologicznego zaproponowanego przez prof. Jaromíra Demka w Wysokim Jesioniku wyodrębniono następujące mikroregiony i jego części:
| Podział pasma Wysokiego Jesionika |                              |                                   |                  |
| Mezoregion                        | Mikroregion                  | Części mikroregionu               | Najwyższy szczyt |
| Wysoki Jesionik (IVC–7)           | Keprnická hornatina (IVC–7A) | Šerácká hornatina (IVC–7A–1)      | Keprník          |
| Wysoki Jesionik (IVC–7)           | Keprnická hornatina (IVC–7A) | Přemyslovská vrchovina (IVC–7A–2) | Černá stráň      |
| Wysoki Jesionik (IVC–7)           | Medvědská hornatina (IVC–7B) | Hornoopavská hornatina (IVC–7B–1) | Medvědí vrch     |
| Wysoki Jesionik (IVC–7)           | Medvědská hornatina (IVC–7B) | Vrbenská vrchovina (IVC–7B–2)     | Žárový vrch      |
| Wysoki Jesionik (IVC–7)           | Pradědská hornatina (IVC–7C) | Pradědský hřbet (IVC–7C–1)        | Pradziad         |
| Wysoki Jesionik (IVC–7)           | Pradědská hornatina (IVC–7C) | Vysokoholský hřbet (IVC–7C–2)     | Vysoká hole      |
| Wysoki Jesionik (IVC–7)           | Pradědská hornatina (IVC–7C) | Karlovská vrchovina (IVC–7C–3)    | Temná            |
| Wysoki Jesionik (IVC–7)           | Pradědská hornatina (IVC–7C) | Desenská hornatina (IVC–7C–4)     | Dlouhé stráně    |

Według innego i bardziej szczegółowego podziału geomorfologicznego Wysoki Jesionik dzielimy na następujące mikroregiony, okręgi i podokręgi:
| Podział pasma Wysokiego Jesionika |                              |                                   |                                             |                  |
| Mezoregion                        | Mikroregion                  | Okręg (cz. Okrsek)                | Podokręg (cz. Podokrsek)                    | Najwyższy szczyt |
| Wysoki Jesionik (IVC–7)           | Keprnická hornatina (IVC–7A) | Šerácká hornatina (IVC–7A–1)      | —                                           | Keprník          |
| Wysoki Jesionik (IVC–7)           | Keprnická hornatina (IVC–7A) | Přemyslovská vrchovina (IVC–7A–2) | Černostráňský hřbet (IVC–7A–2a)             | Černá stráň      |
| Wysoki Jesionik (IVC–7)           | Keprnická hornatina (IVC–7A) | Přemyslovská vrchovina (IVC–7A–2) | Ucháčská hornatina (IVC–7A–2b)              | Ucháč            |
| Wysoki Jesionik (IVC–7)           | Medvědská hornatina (IVC–7B) | Hornoopavská hornatina (IVC–7B–1) | —                                           | Medvědí vrch     |
| Wysoki Jesionik (IVC–7)           | Medvědská hornatina (IVC–7B) | Vrbenská vrchovina (IVC–7B–2)     | Žárový hřbet (IVC–7B–2a)                    | Žárový vrch      |
| Wysoki Jesionik (IVC–7)           | Medvědská hornatina (IVC–7B) | Vrbenská vrchovina (IVC–7B–2)     | Vysokohorský hřbet (IVC–7B–2b)              | Vysoká hora      |
| Wysoki Jesionik (IVC–7)           | Medvědská hornatina (IVC–7B) | Vrbenská vrchovina (IVC–7B–2)     | Kopřivnický hřbet (IVC–7B–2c)               | Anenský vrch     |
| Wysoki Jesionik (IVC–7)           | Medvědská hornatina (IVC–7B) | Vrbenská vrchovina (IVC–7B–2)     | Podleská vrchovina (IVC–7B–2d)              | Ranná            |
| Wysoki Jesionik (IVC–7)           | Medvědská hornatina (IVC–7B) | Vrbenská vrchovina (IVC–7B–2)     | Rudenská vrchovina (IVC–7B–2e)              | Čertova hora     |
| Wysoki Jesionik (IVC–7)           | Pradědská hornatina (IVC–7C) | Pradědský hřbet (IVC–7C–1)        | —                                           | Pradziad         |
| Wysoki Jesionik (IVC–7)           | Pradědská hornatina (IVC–7C) | Kamzičnická hornatina (IVC–7C–2)  | Vysokoholský hřbet (IVC–7C–2a)              | Vysoká hole–JZ   |
| Wysoki Jesionik (IVC–7)           | Pradědská hornatina (IVC–7C) | Kamzičnická hornatina (IVC–7C–2)  | Ostružensko-hradečecké rozsochy (IVC–7C–2b) | Temná            |
| Wysoki Jesionik (IVC–7)           | Pradědská hornatina (IVC–7C) | Kamzičnická hornatina (IVC–7C–2)  | Špičácké rozsochy (IVC–7C–2c)               | Čertova stěna    |
| Wysoki Jesionik (IVC–7)           | Pradědská hornatina (IVC–7C) | Karlovská vrchovina (IVC–7C–3)    | —                                           | Kopřivná         |
| Wysoki Jesionik (IVC–7)           | Pradědská hornatina (IVC–7C) | Desenská hornatina (IVC–7C–4)     | —                                           | Dlouhé stráně    |

## Budowa geologiczna
Pod względem geologicznym Wysoki Jesionik zalicza się do jednostki geologicznej: Sudetów Wschodnich (silesikum) . Wyróżnia się tu: jednostkę Velkého Vrbna, jednostką Brannej, kopułę Keprníka i kopułę Desny . Zbudowany jest ze skał metamorficznych, głównie gnejsów, różnych odmian łupków łyszczykowych, amfibolitów, kwarcytów, marmurów i in. Skrajnie wschodnia część zbudowana jest ze słabo zmetamorfizowanych skał osadowych należących do strefy śląsko-morawskiej (formacja andelskohorska), głównie fyllitów, metamułowców, metałupków ilastych, podrzędnie piaskowców drobnoziarnistych.

## Rzeźba terenu

### Szczyty

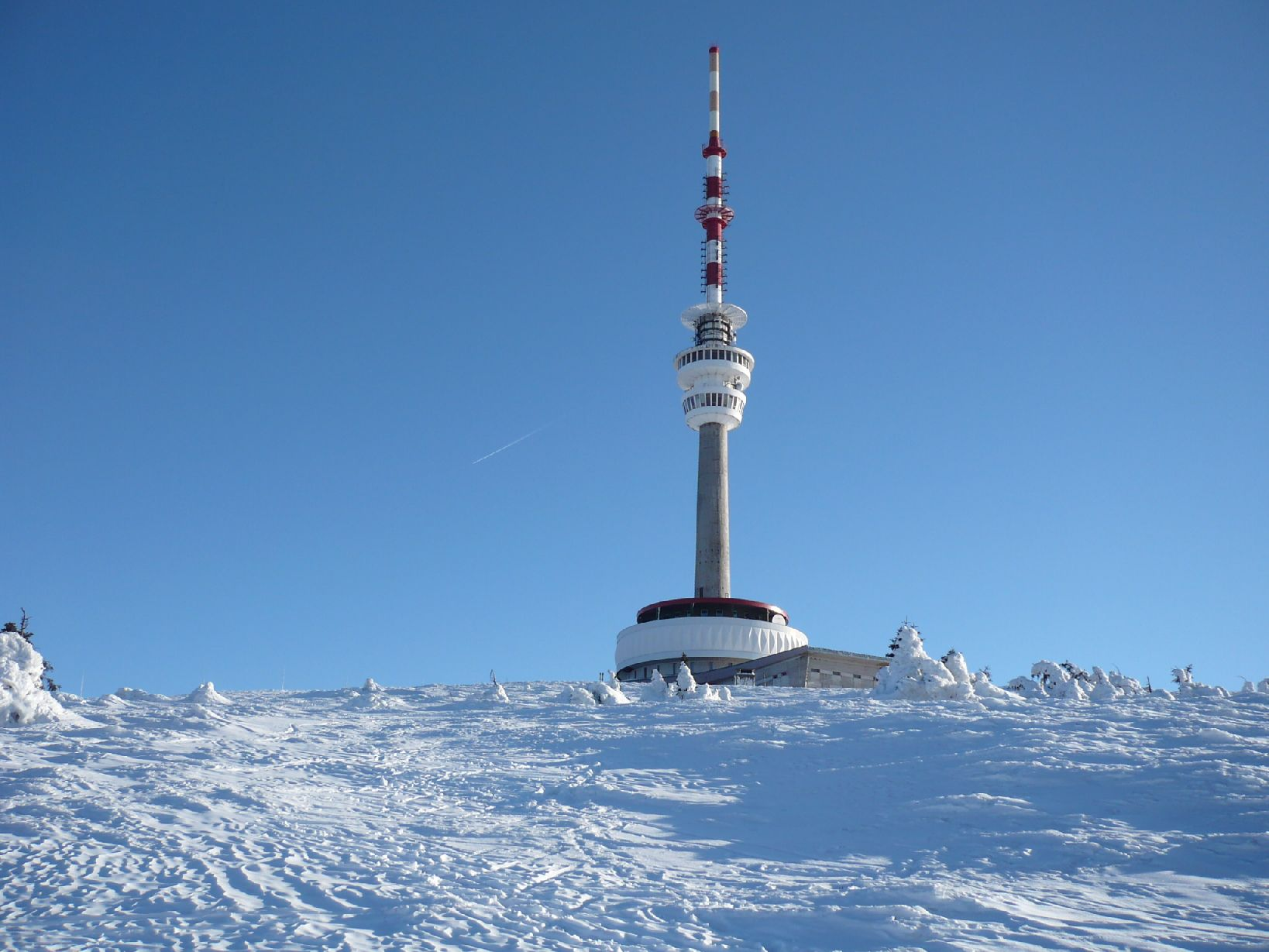
Wieża telewizyjna Praděd na szczycie góry Pradziad (2007 rok)

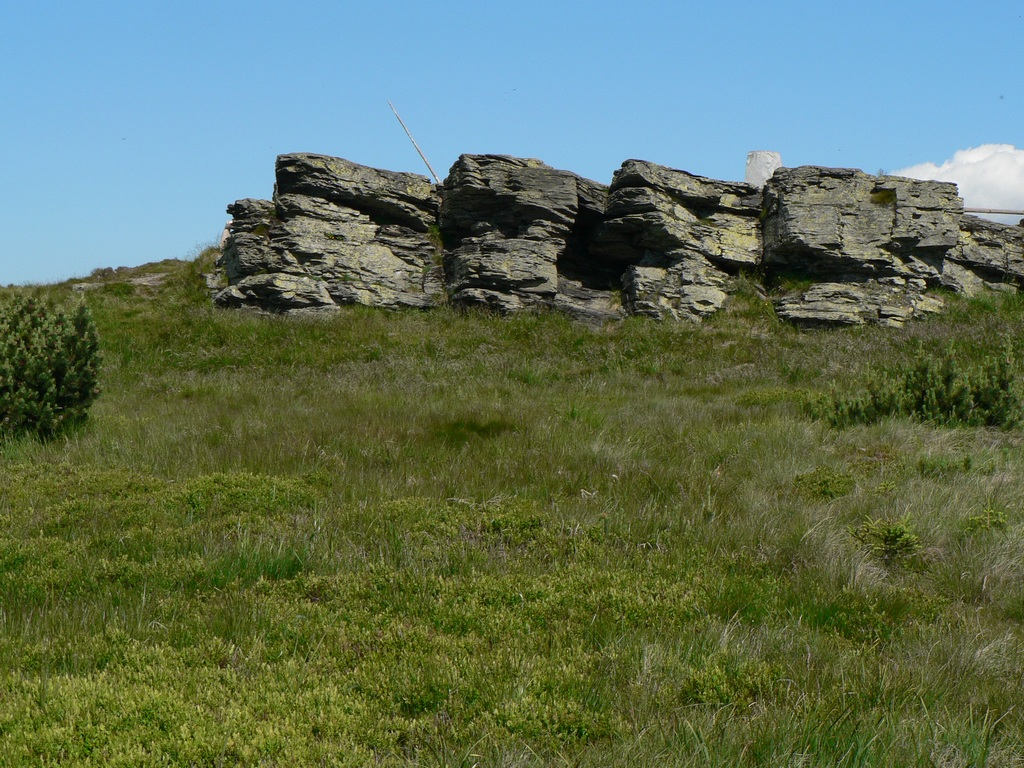
Skały na szczycie góry Keprník (2008 rok)

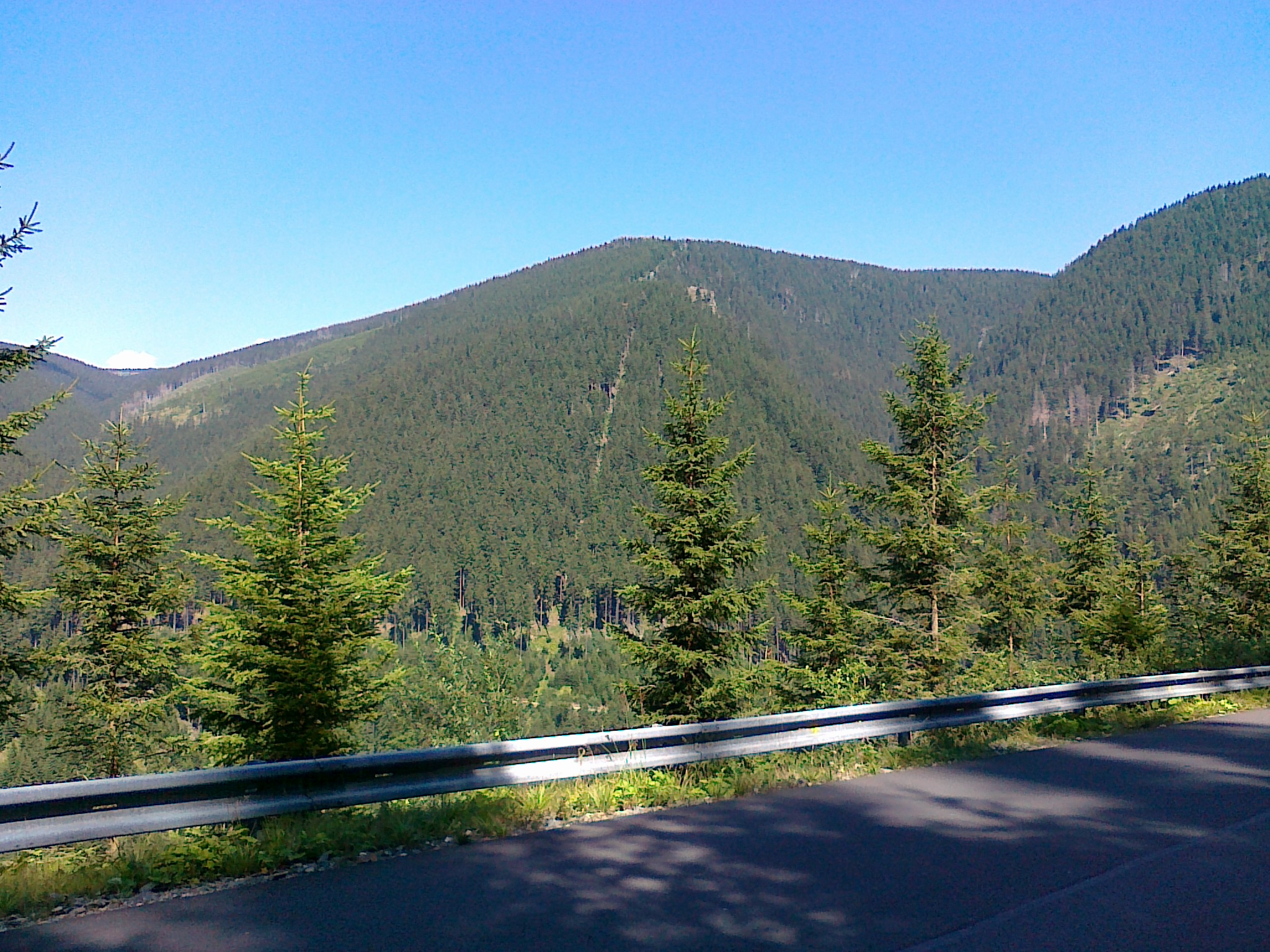
Widok na szczyt Velký Děd (2012 rok)

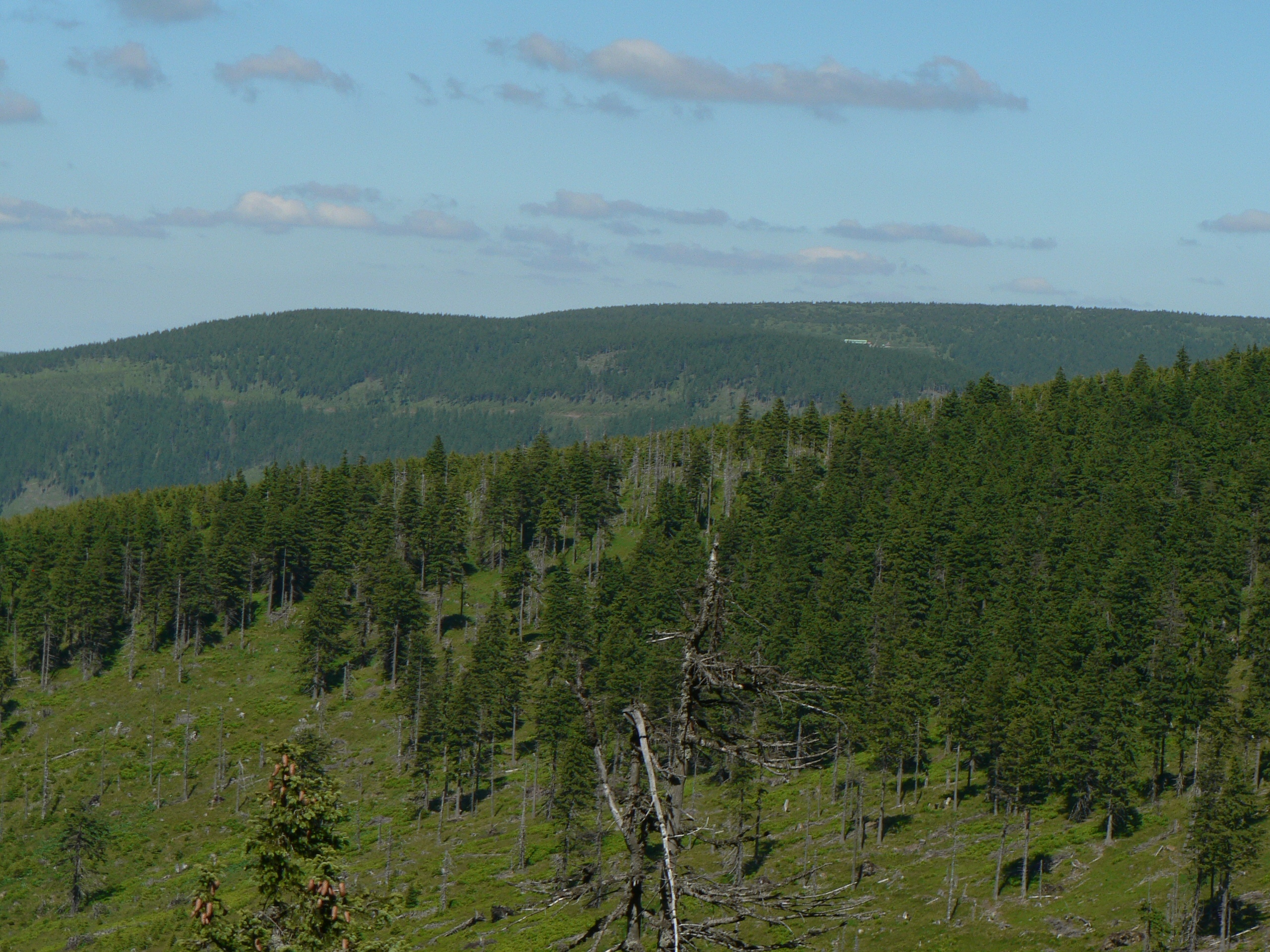
Widok ze stoku góry Mravenečník na szczyty gór Velký Jezerník i Malý Děd (2010 rok)

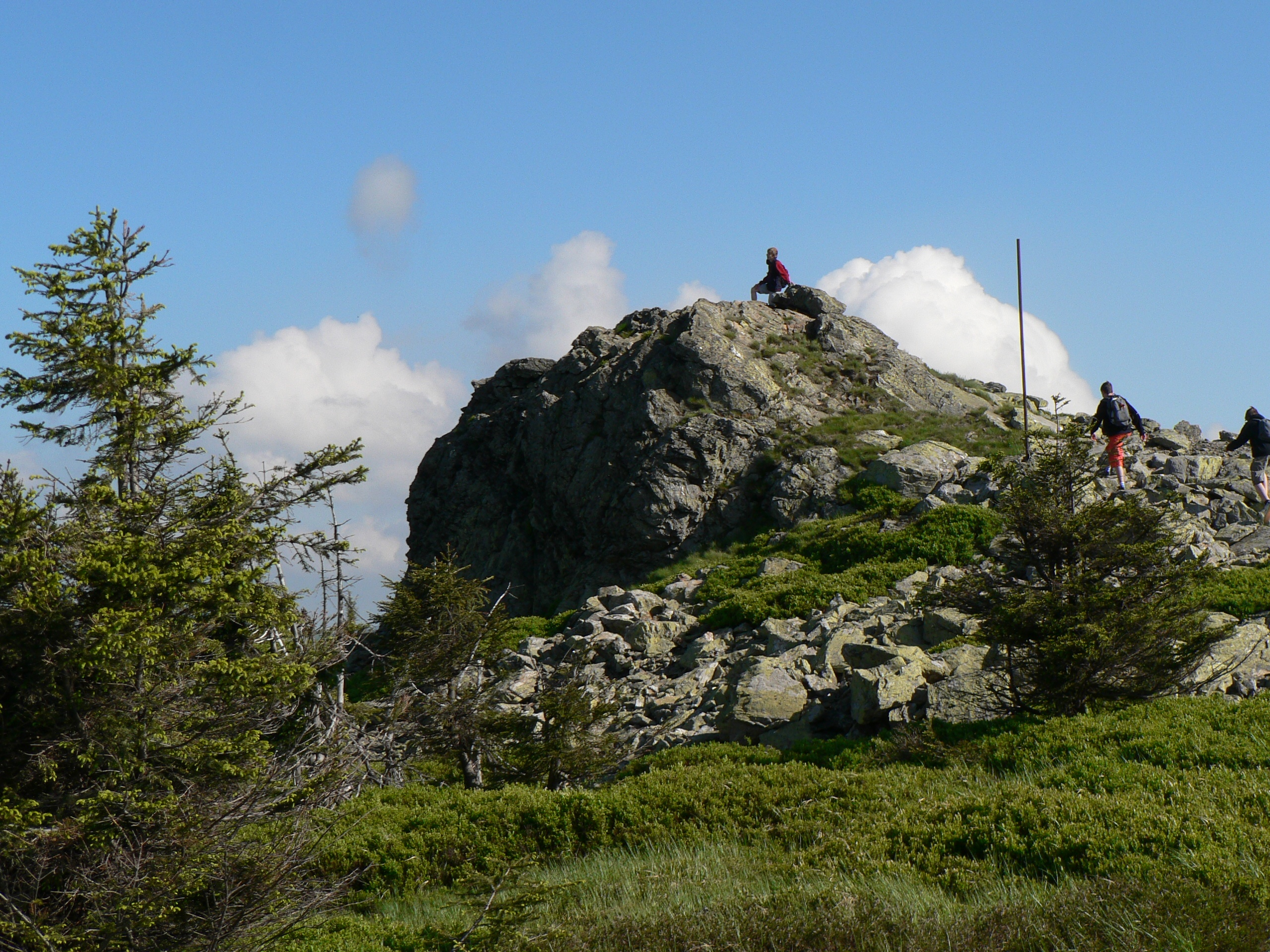
Szczytowe skalisko na górze Pecný (2008 rok)

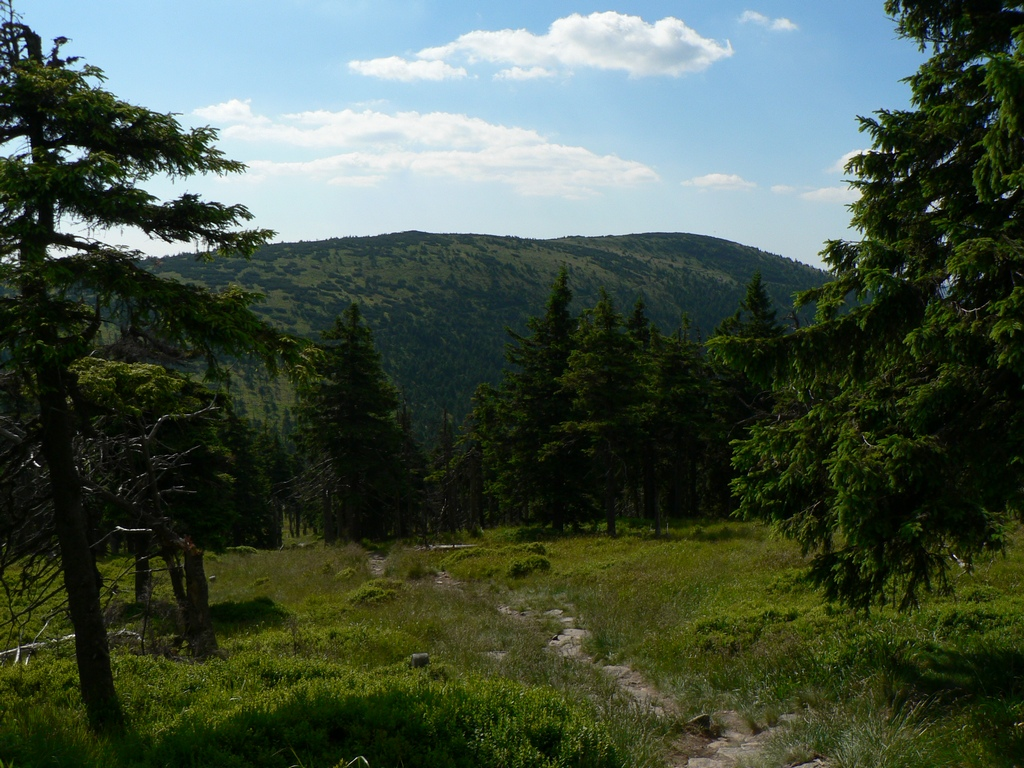
Widok na górę Červená hora (2008 rok)

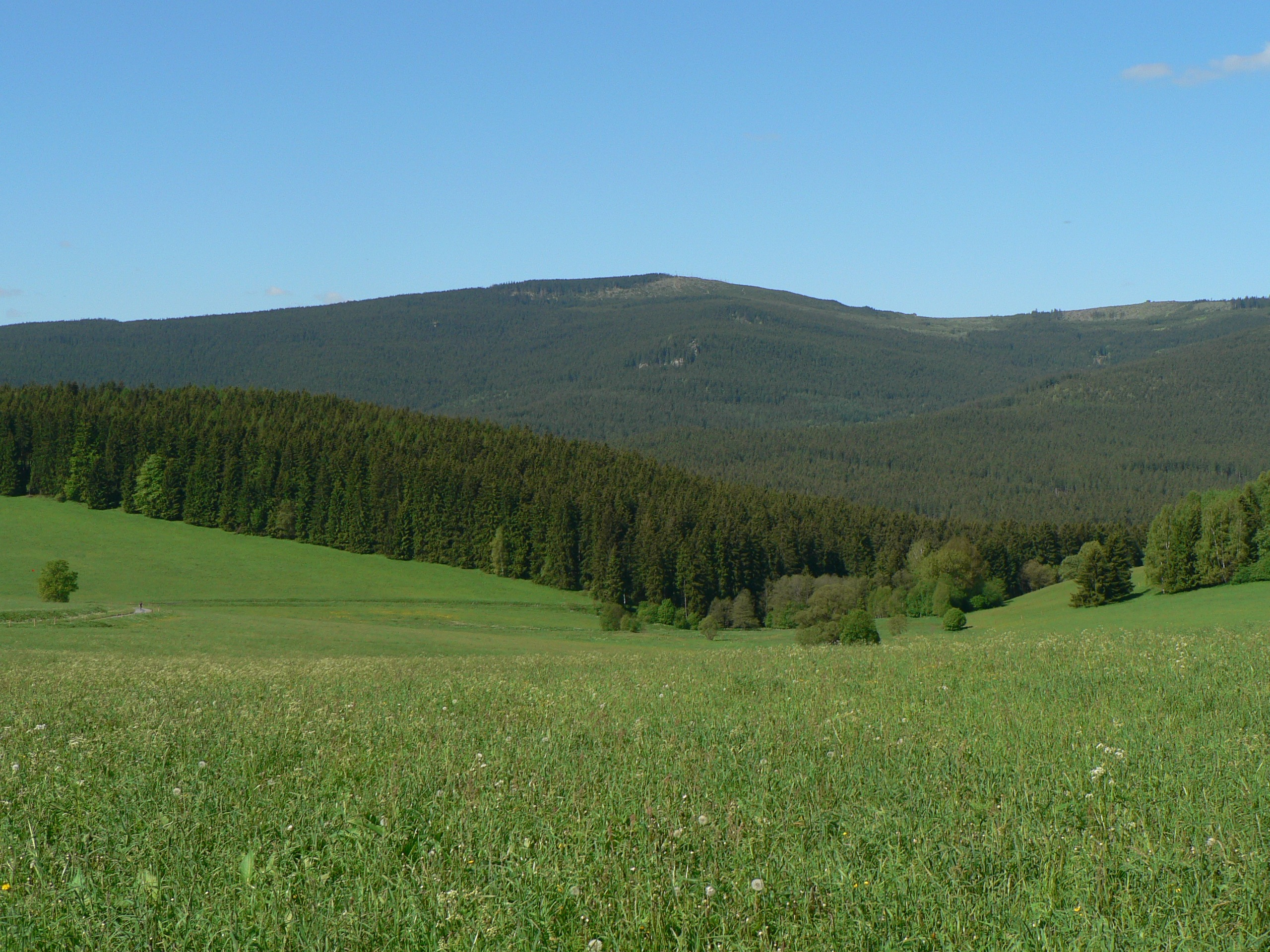
Widok na górę Medvědí vrch (2010 rok)

W paśmie Wysokiego Jesionika dla 355 szczytów określono ich nazwy, w tym 144 z nich ma wysokość ponad 1000 m n.p.m.. 
| Lp. | Szczyt                 | Wysokość m n.p.m. |
| 1   | Pradziad (cz. Praděd') | 1491              |
| 2   | Vysoká hole            | 1465              |
| 3   | Vysoká hole – JZ       | 1465              |
| 4   | Petrovy kameny         | 1447              |
| 5   | Keprník                | 1423              |
| 6   | Kamzičník              | 1420              |
| 7   | Velký Děd              | 1408              |
| 8   | Velký Máj              | 1385              |
| 9   | Vozka                  | 1377              |
| 10  | Malý Děd               | 1369              |
| 11  | Jelení hřbet           | 1367              |
| 12  | Břidličná hora         | 1358              |
| 13  | Praděd – V             | 1357              |
| 14  | Dlouhé stráně          | 1354              |
| 15  | Žalostná               | 1352              |
| 16  | Šerák                  | 1351              |
| 17  | Mravenečník            | 1344              |
| 18  | Vřesník                | 1343              |
| 19  | Pecný                  | 1334              |
| 20  | Červená hora           | 1333              |
| 21  | Zámčisko               | 1325              |
| 22  | Keprník – J            | 1322              |
| 23  | Spálený vrch – SV      | 1313              |
| 24  | Spálený vrch           | 1313              |
| 25  | Červená hora – S       | 1311              |
| 26  | Pec                    | 1311              |
| 27  | Velký Jezerník         | 1309              |
| 28  | Velký Jezerník – J     | 1308              |
| 29  | Velký Jezerník – JZ    | 1297              |
| 30  | Šerák – JZ             | 1288              |
| 31  | Keprník – JV           | 1286              |
| 32  | Divoký kámen           | 1286              |
| 33  | Malá Jezerná           | 1271              |
| 34  | Mračná hora            | 1270              |
| 35  | Temná                  | 1264              |
| 36  | Zámčisko – S           | 1264              |
| 37  | Medvědí hřbet          | 1261              |
| 38  | Nad Vodopádem          | 1256              |
| 39  | Ztracené kameny        | 1251              |
| 40  | Kamenec (1)            | 1250              |
| 41  | Velká Jezerná          | 1249              |
| 42  | Velká Jezerná – J      | 1239              |
| 43  | Černá stráň            | 1237              |
| 44  | Ostrý vrch             | 1230              |
| 45  | Medvědí vrch           | 1216              |
| 46  | Jelenka                | 1214              |
| 47  | Homole                 | 1209              |
| 48  | Malý Jezerník          | 1209              |
| 49  | Homole – SV            | 1206              |
| 50  | Jelení loučky          | 1205              |
| 51  | Orlík                  | 1204              |
| 52  | Černý vrch             | 1203              |
| 53  | Hubertka               | 1198              |
| 54  | Černá stráň – ZSZ      | 1195              |
| 55  | Medvědí vrch – JV      | 1195              |
| 56  | Sokol                  | 1191              |
| 57  | Malý Máj – SZ          | 1188              |
| 58  | Ostružná               | 1185              |
| 59  | Klínová hora           | 1179              |
| 60  | Zelené kameny          | 1179              |
| 61  | Velký Klín             | 1178              |
| 62  | Kamzičí vrch           | 1173              |
| 63  | Sokolí skála (1)       | 1170              |
| 64  | Výrovka                | 1168              |
| 65  | Rysí skála             | 1167              |
| 66  | Velký Klínovec         | 1167              |
| 67  | Černá stráň – SZ       | 1167              |
| 68  | Medvědí hora           | 1164              |
| 69  | Ztracené skály         | 1155              |
| 70  | Prostřední vrch        | 1153              |
| 71  | Točník                 | 1146              |
| 72  | Orlík – JV             | 1138              |

| Lp. | Szczyt              | Wysokość m n.p.m. |
| 73  | Lysý vrch           | 1128              |
| 74  | Polom               | 1128              |
| 75  | Šindelná hora       | 1126              |
| 76  | Tupý vrch           | 1123              |
| 77  | Malý Jezerník – SZ  | 1120              |
| 78  | Ostružná – S        | 1115              |
| 79  | Medvědí louka       | 1111              |
| 80  | Černá stráň – SV    | 1111              |
| 81  | Červená hora – V    | 1109              |
| 82  | Červená hora – JV   | 1105              |
| 83  | Černava             | 1103              |
| 84  | Děrná               | 1102              |
| 85  | Malý Klín           | 1101              |
| 86  | Žárový vrch         | 1101              |
| 87  | Děrná – S           | 1100              |
| 88  | Lyra                | 1099              |
| 89  | Lysý vrch – J       | 1097              |
| 90  | Lyra – J            | 1097              |
| 91  | Velký Klín – JZ     | 1093              |
| 92  | Obří skály          | 1092              |
| 93  | Karliny kameny      | 1091              |
| 94  | Jeřáb               | 1083              |
| 95  | Čertova stěna       | 1082              |
| 96  | Malý Máj            | 1082              |
| 97  | Osikový vrch        | 1079              |
| 98  | Ztracený vrch       | 1078              |
| 99  | Šumný               | 1075              |
| 100 | Slatina             | 1075              |
| 101 | Jelení stráň        | 1070              |
| 102 | Sokolí skála (2)    | 1064              |
| 103 | Nad soutokem        | 1060              |
| 104 | Hřbety              | 1058              |
| 105 | Hradečná            | 1057              |
| 106 | Šindelná hora – JZ  | 1057              |
| 107 | Dlouhá              | 1056              |
| 108 | Orlík – SZ          | 1056              |
| 109 | Orlík – Z           | 1051              |
| 110 | Velké Bradlo        | 1051              |
| 111 | Nad Petrovkou       | 1050              |
| 112 | Troják              | 1050              |
| 113 | Černá stráň – S     | 1047              |
| 114 | Žárový vrch – SZ    | 1047              |
| 115 | Troják – SZ         | 1046              |
| 116 | Stará hora          | 1045              |
| 117 | Žárový vrch – SV    | 1045              |
| 118 | Malé Bradlo         | 1044              |
| 119 | Velké Bradlo – Z    | 1041              |
| 120 | Kozí hřbet          | 1041              |
| 121 | Pytlák              | 1040              |
| 122 | Zámčisko – SZ       | 1040              |
| 123 | Jelenec             | 1040              |
| 134 | Velké Bradlo – ZSZ  | 1038              |
| 125 | Ráztoka             | 1033              |
| 126 | Vysoká hora         | 1031              |
| 127 | Skály pod Kopřivnou | 1027              |
| 128 | Plošina             | 1027              |
| 129 | Srnčí vrch          | 1026              |
| 130 | Soukenná            | 1026              |
| 131 | Ostruha             | 1023              |
| 132 | Kamenec (2)         | 1023              |
| 133 | Ostruha – JV        | 1022              |
| 134 | Suchá hora          | 1020              |
| 135 | Kutiště             | 1020              |
| 136 | Loupežník           | 1020              |
| 137 | Kopřivná            | 1019              |
| 138 | Kopřivná – SZ       | 1017              |
| 139 | Javorový vrch (2)   | 1016              |
| 140 | Žárový vrch – JZ    | 1012              |
| 141 | Zaječí hora         | 1012              |
| 142 | Skalní tabule       | 1011              |
| 143 | Ucháč               | 1010              |
| 144 | Ucháč – JZ          | 1010              |

### Przełęcze
Najwyżej położoną przełęczą w Wysokim Jesioniku jest mało wybitna (4 m) przełęcz pomiędzy szczytem głównym i drugorzędnym góry Vysoká hole o wysokości 1461 m n.p.m., natomiast drogową (szosową) U Barborky pomiędzy szczytami gór Pradziad i Petrovy kameny, o ograniczonym ruchu pojazdów mechanicznych.

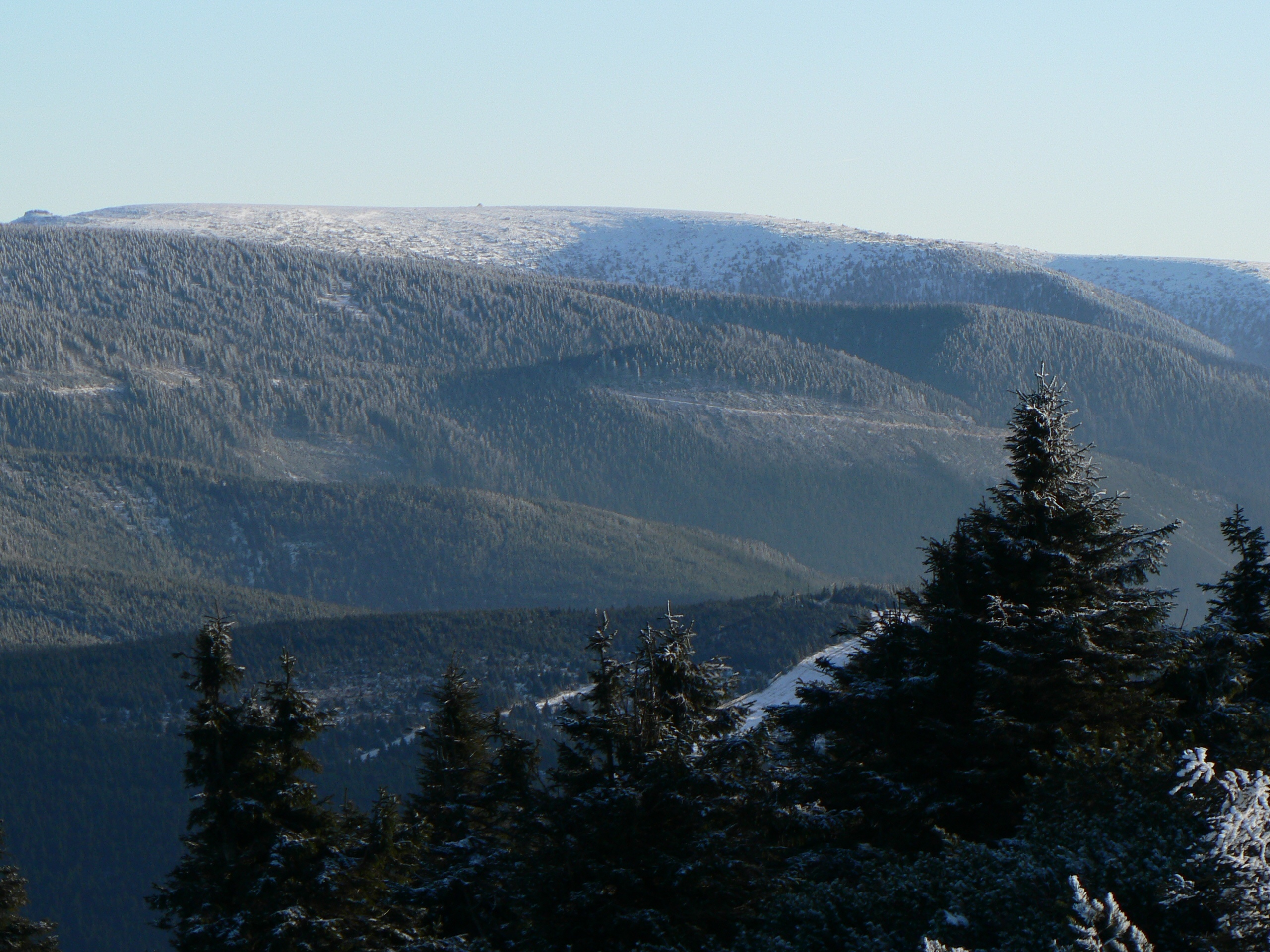
Góra Vysoká hole z widoczną z lewej u góry przełęczą Sedlo u Petrových kamenů (2009 rok)

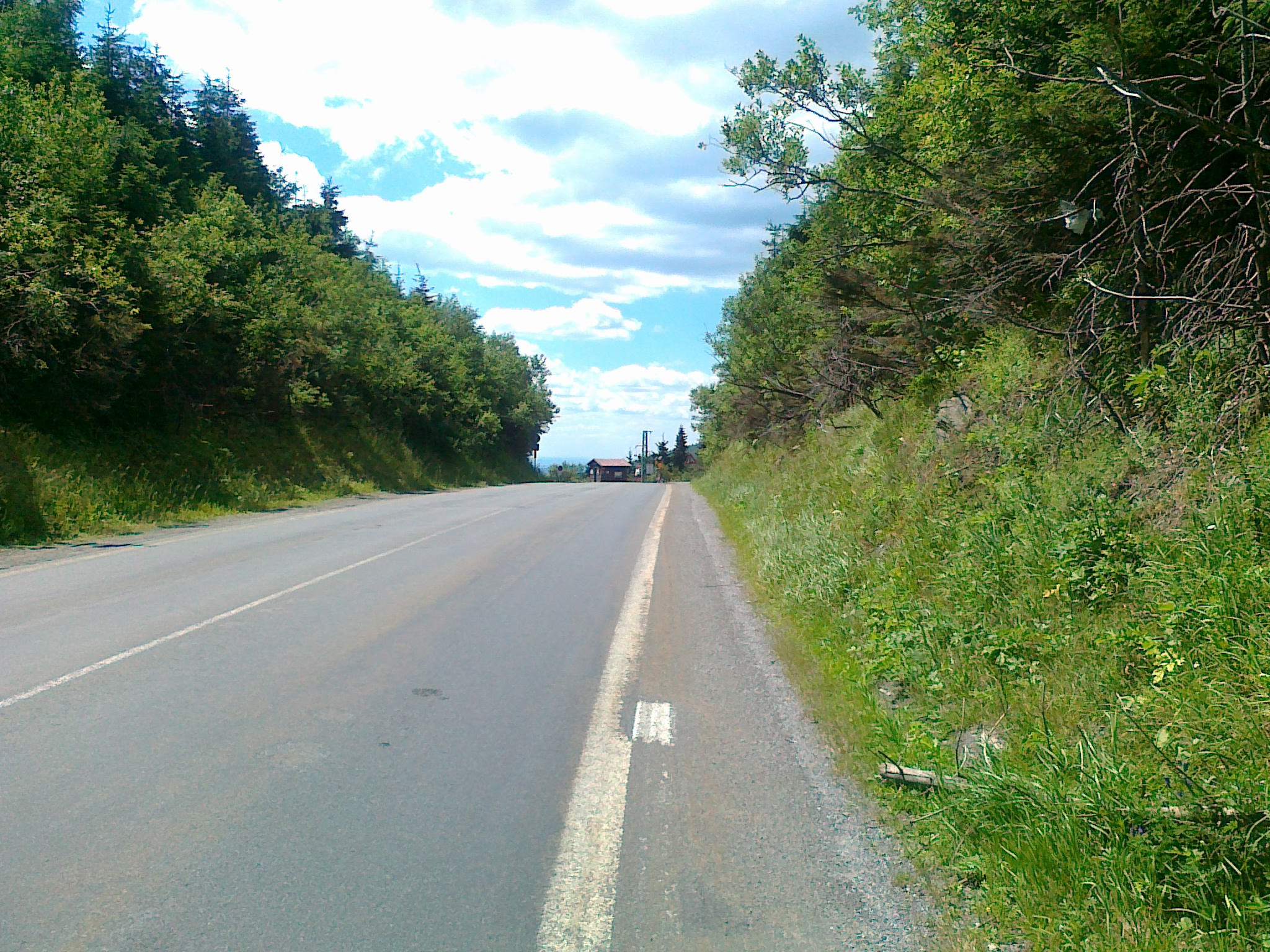
Widok na przełęcz drogową (szosową) Červenohorské sedlo (2013 rok)

| Lp. | Przełęcz                   | Wysokość m n.p.m. |
| 1   | Sedlo u Petrových kamenů   | 1431              |
| 2   | Sedlo nad Malým kotlem     | 1328              |
| 3   | U Barborky                 | 1317              |
| 4   | Pláň                       | 1311              |
| 5   | Sedlo Trojmezí             | 1302              |
| 6   | Sedlo Velký Jezerník       | 1299              |
| 7   | Sedlo pod Keprníkem        | 1281              |
| 8   | Sedlo pod Jelení studánkou | 1203              |
| 9   | Sedlo pod Vřesovkou        | 1203              |
| 10  | Sedlo pod Májem            | 1155              |
| 11  | Hřebenová                  | 1120              |
| 12  | Sedlo pod Malým Jezerníkem | 1114              |
| 13  | Mravenčí sedlo             | 1101              |
| 14  | Orlík                      | 1098              |
| 15  | Kristovo loučení           | 1044              |
| 16  | Petrovka                   | 1041              |
| 17  | Sedlo pod Polomem          | 1027              |
| 18  | Červenohorské sedlo        | 1013              |
| 19  | Volská louka               | 1003              |

| Lp. | Przełęcz                                 | Wysokość m n.p.m. |
| 20  | Kóta                                     | 1003              |
| 21  | U ztraceného                             | 1001              |
| 22  | Zvuk                                     | 993               |
| 23  | Na rozhraní                              | 987               |
| 24  | Videlské sedlo (Sedlo Videlský kříž)     | 930               |
| 25  | Branka                                   | 921               |
| 26  | Zadní Jestřábi                           | 900               |
| 27  | Mravencovka                              | 892               |
| 28  | Skřítek                                  | 864               |
| 29  | Hvězda                                   | 860               |
| 30  | Malá hvězda                              | 853               |
| 31  | U obrázku                                | 823               |
| 32  | Vlčí sedlo                               | 790               |
| 33  | Sedlo pod Zámeckou horou                 | 786               |
| 34  | Ranná                                    | 780               |
| 35  | Rejvíz                                   | 770               |
| 36  | Přemyslovské sedlo                       | 765               |
| 37  | Przełęcz Ramzovska (cz. Ramzovské sedlo) | 759               |
| 38  | Sedlo pod Javoříkem                      | 702               |

### Kotliny
| Ważniejsze kotliny Wysokiego Jesionika |                 |                       |
| Lp.                                    | Kotlina         | Masyw (cz. hornatina) |
| 1                                      | Jezevčí kotel   | Medvědská             |
| 2                                      | Klenutá kotlina | Pradědská / Medvědská |
| 3                                      | Malý kotel      | Pradědská             |
| 4                                      | Sněžná kotlina  | Keprnická             |
| 5                                      | Velká kotlina   | Pradědská             |

## Wody
Głównym grzbietem Wysokiego Jesionika od Przełęczy Ramzovskiej po przełęcz Skřítek biegnie Wielki Europejski Dział Wodny pomiędzy zlewiskami Morza Bałtyckiego i Czarnego. Część północno-wschodnią odwadniają Biała Głuchołaska (cz. Bělá) i Opawa (cz. Opava). Część południowo-zachodnią Branná i Desná. Wszystkie one mają tu swoje źródła. Biała Głuchołaska jest dopływem Nysy Kłodzkiej (cz. Kladská Nisa), która tak jak Opawa wpada do Odry. Branná i Desná są dopływami Morawy (cz. Morava), która wpada do Dunaju .
Na rzece Divoká Desná zbudowano zaporę, której zbiornik wodny jest dolnym zbiornikiem elektrowni szczytowo-pompowej Dlouhé Stráně. Górny zbiornik utworzono na górze Dlouhé stráně .
Natomiast w rezerwacie przyrody Vysoký vodopád na potoku Studený p. (1), płynącym pomiędzy stokami gór Velký Jezerník i Malý Děd znajduje się największy w Wysokim Jesioniku wodospad o nazwie Vysoký vodopád.

## Roślinność

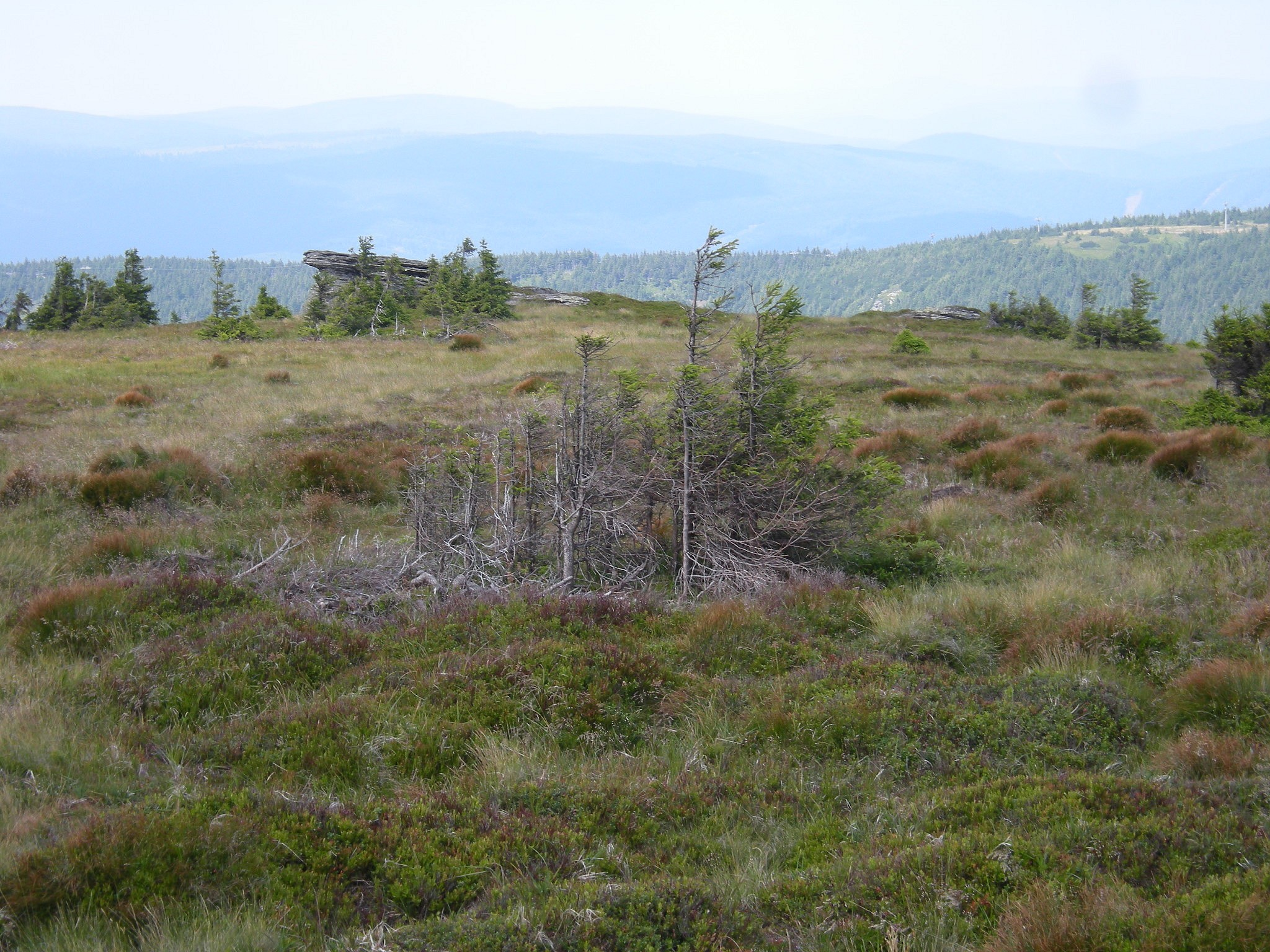
Roślinność na górze Keprnik w obszarze narodowego rezerwatu przyrody Šerák–Keprník (2012 rok)

Na obszarze Wysokiego Jesionika, z uwagi na jego wysokość, występują piętra roślinne, podobnie jak w Karkonoszach.
Piętro podgórskie zostało praktycznie w całości zamienione w łąki i pola uprawne, niewielkie płaty lasów zachowały się w dolinach rzek lub na bardziej stromych stokach.
Piętro regla dolnego dawniej stanowiły lasy mieszane, z przewagą buka, które zostały w większości zastąpione borami świerkowymi. Miejscami zachowały się fragmenty pierwotnego regla dolnego w postaci buczyn.
Piętro regla górnego stanowiły zwarte lasy świerkowe, obecnie w znacznej mierze zastąpione świerkami sadzonymi przez człowieka, często z odmian nizinnych, a więc niedostosowanych do tutejszych warunków. W pobliżu górnej granicy regla świerki przyjmują postać karłowatą, kształtowaną przez wiejące tu wiatry. Towarzyszą im gatunki typowo górskie, na przykład brzoza karpacka, wierzba śląska, czy jarzębina.
W najwyższym piętrze subalpejskim dominują gatunki zielne i porosty naskalne. Zresztą właśnie roślinność zielna i krzewiasta jest tu gatunkowo najbogatsza i wśród niej występuje najwięcej typowo górskich, chronionych, a czasem nawet endemicznych odmian.
Pierwotnie w Jesionikach nie występowało piętro kosodrzewiny. Szeroko na grzbiecie rozprzestrzenione łany kosodrzewiny są pozostałością gospodarki leśnej z przełomu XIX i XX w., kiedy to po zakończeniu wypasów na obszarze hal i lasów wysadzono tu setki tysięcy sadzonek tego krzewu.

## Ochrona przyrody
W 1969 roku, w Jesionikach wydzielono obszar objęty ochroną o nazwie Obszar Chronionego Krajobrazu Jesioniki (cz. Chráněná krajinná oblast (CHKO) Jeseníky), na którym w granicach Wysokiego Jesionika utworzono 4 narodowe rezerwaty przyrody, 15 rezerwatów przyrody, 1 narodowy pomnik przyrody i 5 pomników przyrody, w celu ochrony utworów skalnych, ziemnych i roślinnych oraz rzadkich gatunków zwierząt .

### Narodowe rezerwaty przyrody
- Narodowy rezerwat przyrody Praděd (2031 ha)
- Narodowy rezerwat przyrody Šerák-Keprník (794 ha)
- Narodowy rezerwat przyrody Rejvíz (329 ha)
- Narodowy rezerwat przyrody Rašeliniště Skřítek (167 ha)

## Miejscowości

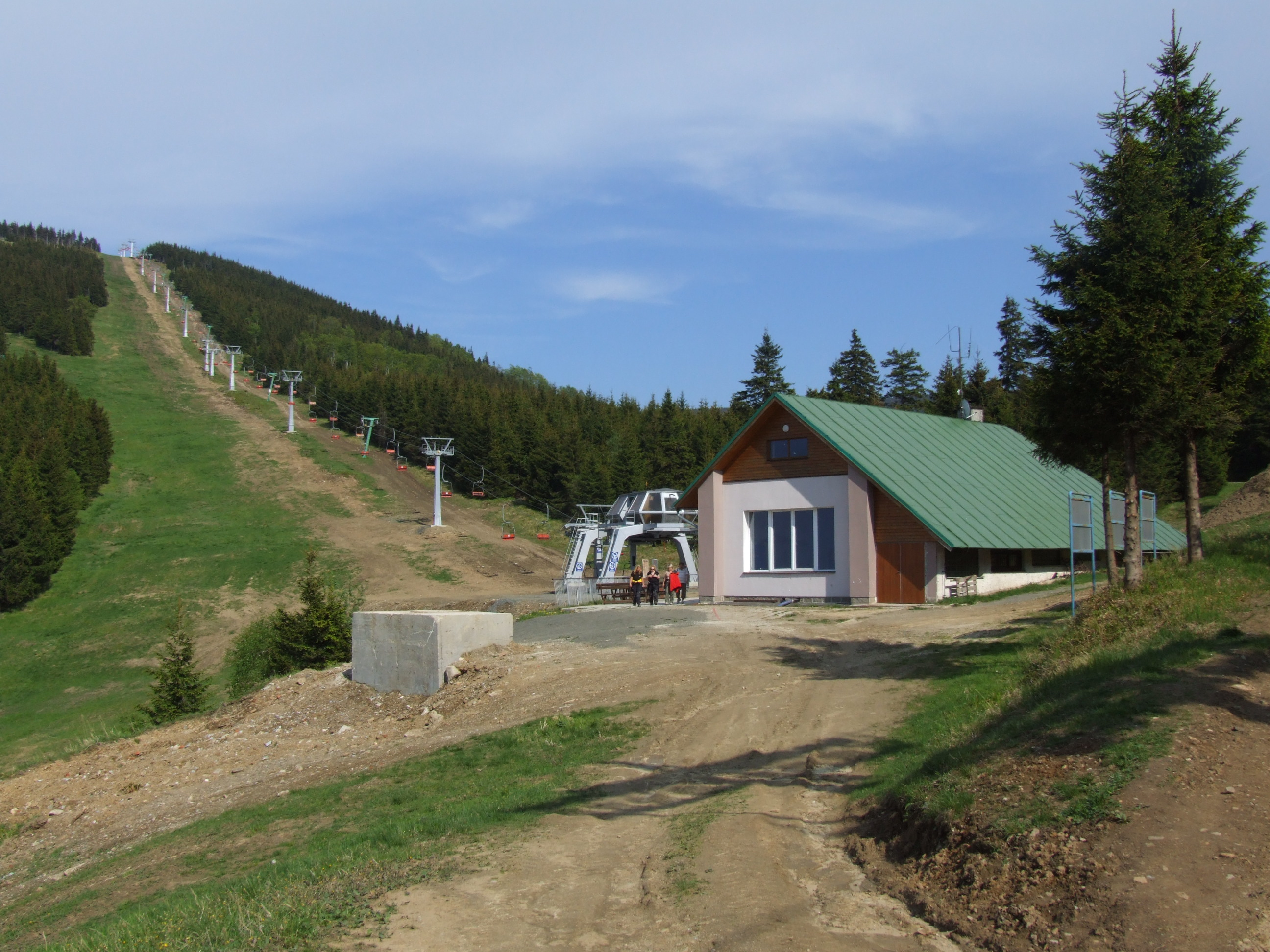
Kolej linowa na trasie: Ramzová – Šerák (2011 rok)

Bezpośrednio na obszarze Wysokiego Jesionika znajdują się następujące miejscowości  :
| Miejscowości Wysokiego Jesionika |                                                         |
| Lp.                              | Miejscowość                                             |
| 1                                | Andělská Hora                                           |
| 2                                | Dětřichov (część miejscowości Jesionik (czes. Jeseník)) |
| 3                                | Dolní Moravice                                          |
| 4                                | Filipovice (część miejscowości Bělá pod Pradědem)       |
| 5                                | Karlova Studánka                                        |
| 6                                | Kouty nad Desnou (część miejscowości Loučná nad Desnou) |
| 7                                | Loučná nad Desnou                                       |
| 8                                | Ludvíkov                                                |
| 9                                | Malá Morávka                                            |
| 10                               | Nové Losiny (część miejscowości Jindřichov)             |
| 11                               | Ramzová (część miejscowości Ostružná)                   |
| 12                               | Rudná pod Pradědem                                      |
| 13                               | Stará Ves                                               |
| 14                               | Vernířovice                                             |
| 15                               | Vrbno pod Pradědem                                      |

## Turystyka
W Wysokim Jesioniku istnieje możliwość korzystania z następujących form turystyki:

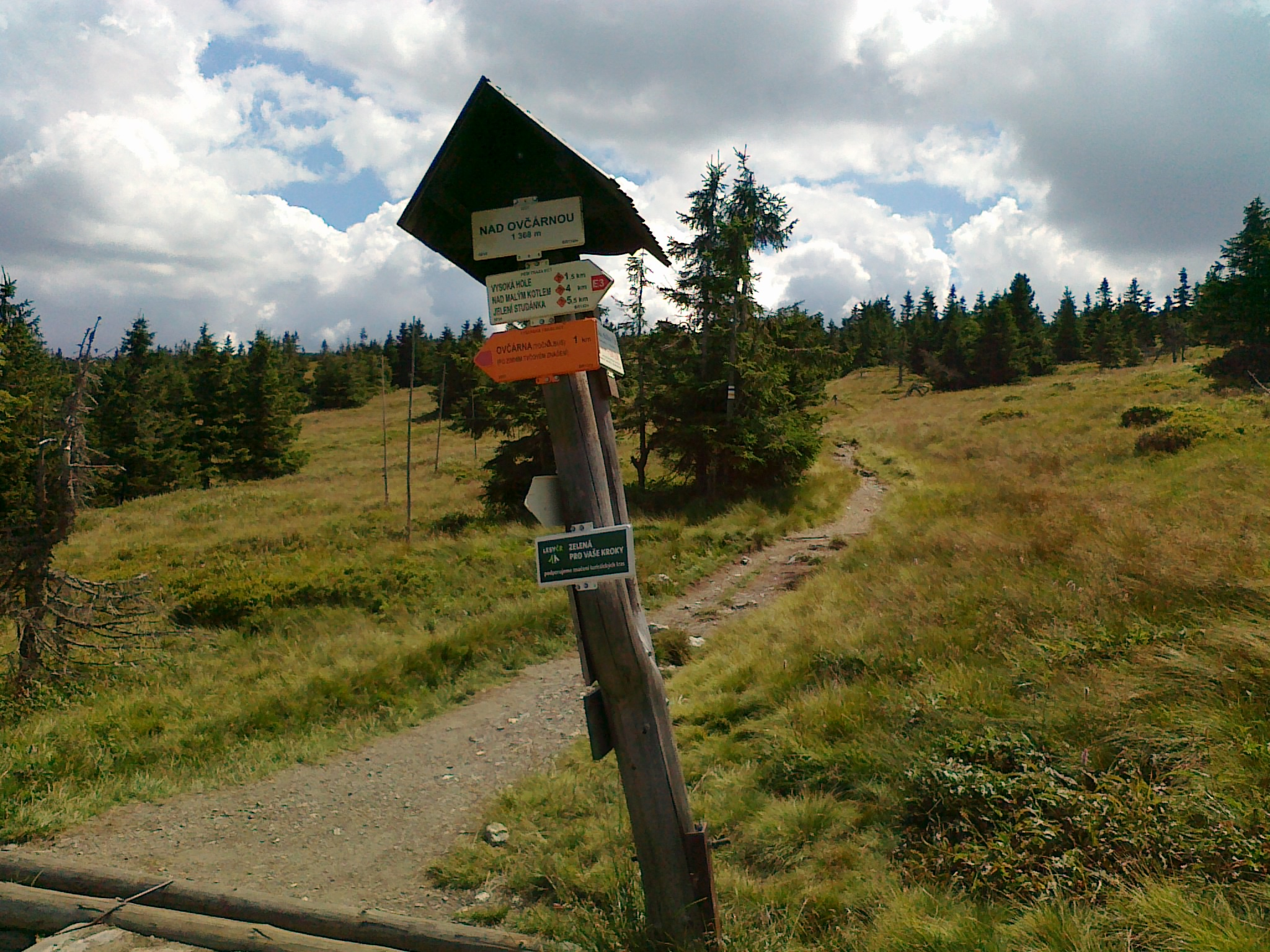
Jeden z drogowskazów w paśmie Wysokiego Jesionika na skrzyżowaniu turystycznym Nad Ovčárnou – stok góry Vysoká hole (2015 rok)

- Turystyka piesza:
  - Szlaki turystyczne[17] oznakowane są czterema kolorami:  – dalekobieżne,  – główne,  – lokalne,  – krótkie, wytyczone na całym obszarze, różniące się długością (od kilku do kilkudziesięciu kilometrów) oraz trudnością (profilem). Oznaczone są charakterystycznymi drogowskazami: z podaniem na białej tabliczce informacyjnej nazwy przystanku lub skrzyżowania i wysokości, oraz umieszczonymi poniżej białymi tabliczkami: z napisem PĚŠÍ TRASA KČT, strzałkami z kolorem szlaku i odległością do charakterystycznego punktu lub miejscowości. Pomiędzy nimi, na szlakach umieszczono symbole koloru szlaku na słupkach lub pniach drzew. Niezależnie od tego zaleca się korzystanie z dostępnych map (podanych w bibliografii), smartfonowych aplikacji GPS lub szczegółowych wydruków obszaru np. ze stron Mapy.cz czy Maps.google.pl, szczególnie wtedy, gdy odbijamy od wytyczonych szlaków na ścieżki nieoznakowane[b];
  - Szlaki spacerowe. Parokilometrowe ścieżki o charakterze lokalnym oznakowane są czterema kolorami: , , , ;
  - Ścieżki dydaktyczne. Wytyczone w miejscach atrakcji krajobrazowych w celu ochrony przyrody i oznakowane następującym symbolem: [18] lub białymi tabliczkami z napisem NAUČNÁ STEZKA i umieszczonymi na nich zielonymi strzałkami z odległością do charakterystycznego punktu. Ponadto umieszczono przy ścieżkach specjalne tablice informacyjne o ich charakterystyce. Na trasach, w punktach charakterystycznych lub widokowych zlokalizowano tzw. stanowiska obserwacyjne (dydaktyczne),
- Turystyka rowerowa. Szlaki rowerowe oznakowane są czterema kolorami: , , , [19] i oznaczone dwoma sposobami. Pierwszy sposób: prostokątnymi żółtymi tabliczkami z podaniem numeru trasy z naniesionym czarnym symbolem roweru i kierunkiem szlaku  oraz drugi sposób: charakterystycznymi drogowskazami z podaniem na żółtej tabliczce informacyjnej nazwy przystanku lub skrzyżowania i wysokości oraz umieszczonymi poniżej żółtymi tabliczkami: z napisem CYKLOTRASA KČT i numerem trasy, strzałkami z kolorem szlaku i odległością do charakterystycznego punktu lub miejscowości. Pomiędzy nimi, przy szlakach umieszczono symbole koloru szlaku na słupkach lub pniach drzew. Przebiegają różnymi rodzajami dróg (szosa, droga utwardzona, droga szutrowa lub droga gruntowa). Szlaki różnią się trudnością (profilem). Nachylenia podjazdów (zjazdów) od kilku do kilkunastu procent,
- Turystyka narciarska:
  - Narciarstwo zjazdowe. Większość tras zjazdowych[20] zlokalizowana jest w pobliżu ośrodków narciarskich. Trasy różnią się długością, nachyleniem i stopniem trudności. Oznaczone są tablicami w trzech kolorach (trasy trudne:  – dla doświadczonych narciarzy, trasy średnie:  – dla średnio zaawansowanych i trasy łatwe:  – dla początkujących). Trasy wyposażone są w wyciągi orczykowe lub koleje krzesełkowe, niektóre po zmroku są oświetlone;
  - Narciarstwo biegowe. Trasy narciarstwa biegowego[21] oznakowane trzema kolorami: , ,  i oznaczone dwoma sposobami. Pierwszy sposób: charakterystycznymi drogowskazami z podaniem na pomarańczowej tabliczce informacyjnej nazwy przystanku lub skrzyżowania i wysokości oraz umieszczonymi poniżej pomarańczowymi tabliczkami: z napisem BĚŽKAŘSKÁ TRASA KČT, strzałkami z kolorem trasy i odległością do charakterystycznego punktu lub miejscowości. Pomiędzy nimi, na trasach umieszczono symbole koloru trasy na słupkach lub pniach drzew. Drugi sposób: pomarańczowymi strzałkami z napisem LYŽAŘSKÁ TRASA oraz dodatkowym napisem Jeseníky na grocie strzałki. Dodatkowo na drogowskazach szlaków turystycznych oraz rowerowych umieszczone są kwadratowe znaczki koloru pomarańczowego z naniesionym czarnym emblematem sylwetki narciarza biegowego. Trasy narciarstwa biegowego zlokalizowane są również wzdłuż szlaków pieszych lub rowerowych,
- Inna. Poza wymienionymi turyści mogą korzystać w Wysokim Jesioniku z wielu innych form turystyki, m.in. motocyklowej, konnej czy sportowej (lotnie, paralotnie).

### Schroniska i hotele górskie

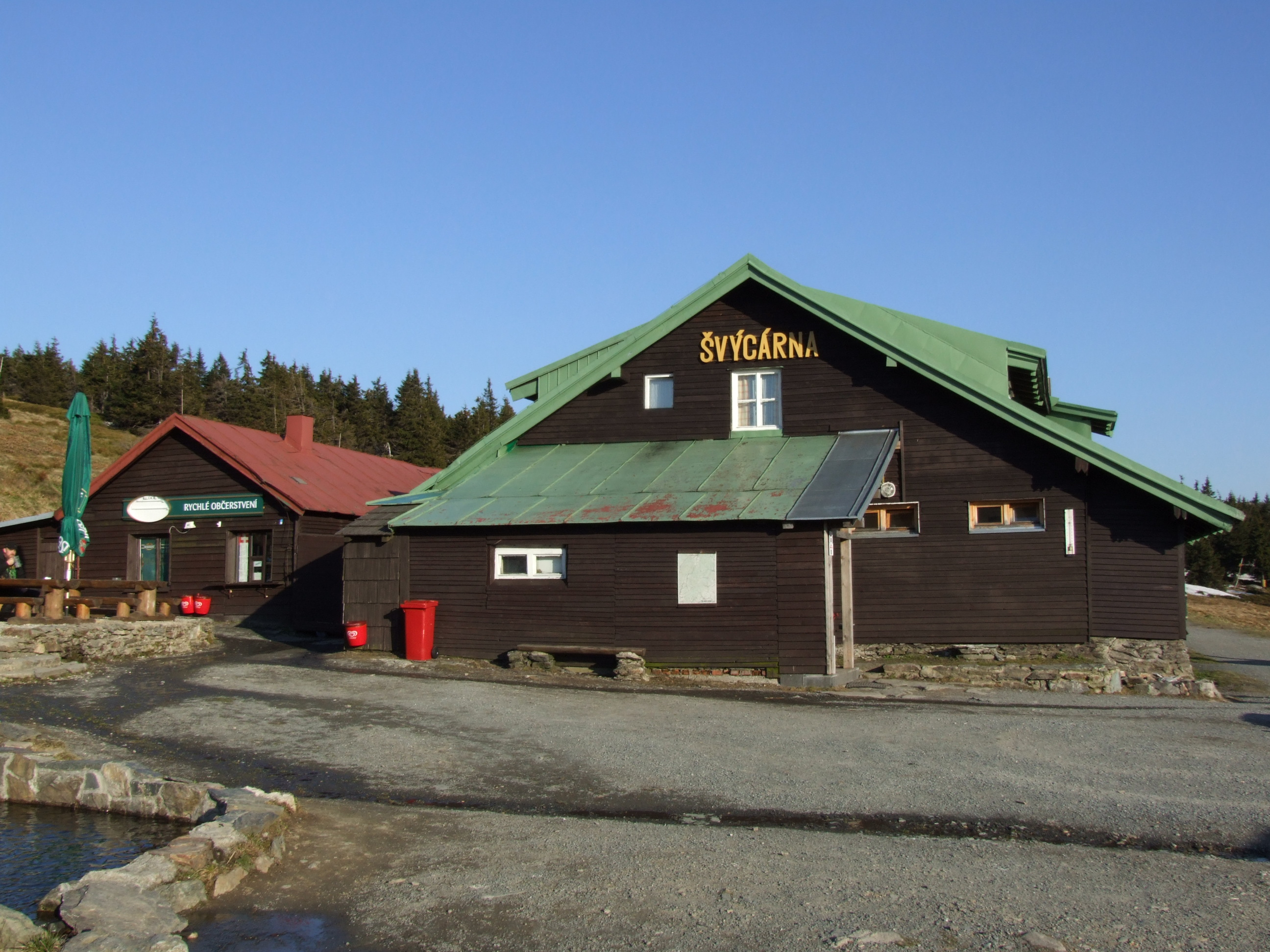
Schronisko Švýcárna (2008 rok)

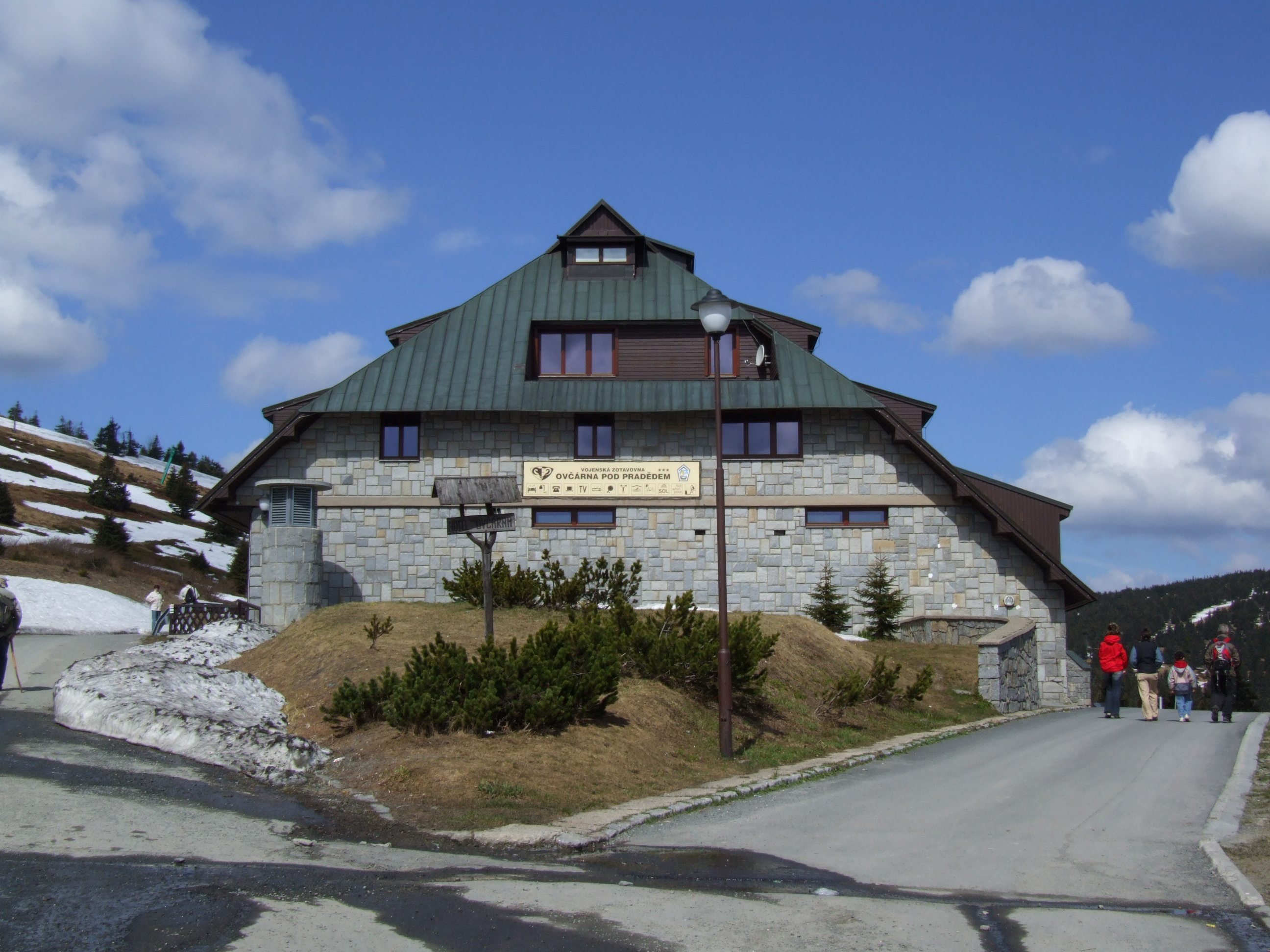
Hotel Ovčárna (2008 rok)

W Masywie Pradziada są następujące hotele i schroniska turystyczne:
- Švýcárna na stoku góry Malý Děd, to najstarsze schronisko w Wysokim Jesioniku
- na wieży Pradziad: hotel Praděd oraz na stoku góry Pradziad hotel górski Kurzovní chata i schronisko Barborka
- na stoku góry Petrovy kameny hotele górskie: Ovčárna i Figura oraz schronisko Sabinka

W Masywie Keprníka znajduje się tylko jedno czynne schronisko na górze Šerák: Chata Jiřího oraz na przełęczy Červenohorské sedlo hotel górski Červenohorské Sedlo z bazą pensjonatów.
Natomiast w rejonie Vřesovej studánki znajdują się pozostałości schroniska, poniżej którego znajduje się obecnie kapliczka, gdzie według tradycji płynie cudowna woda. Podobne pozostałości schroniska można spotkać również koło skrzyżowania Alfrédka .
W miejscowościach zlokalizowane są wyłącznie pensjonaty i hotele.
Poza tym w górach znajduje się kilkadziesiąt chat rozsianych na ich stokach, jednak nie mają one charakteru typowych schronisk.

### Miejsca pielgrzymkowe

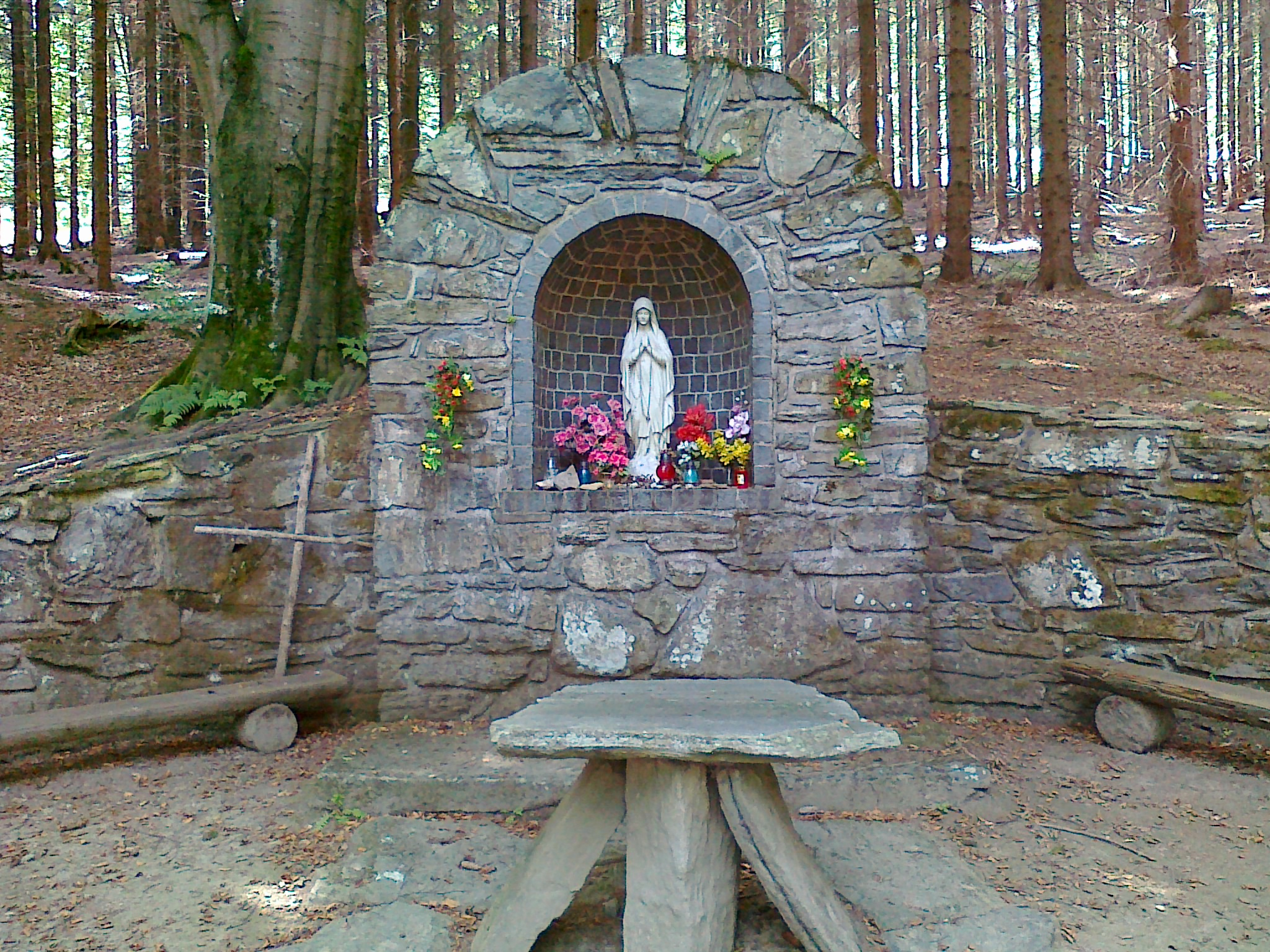
Ołtarz przed jaskinią z figurą Matki Bożej nad źródłem Mariin pramen (2015 rok)

W Wysokim Jesioniku jest kilka miejsc pielgrzymkowych, gdzie na niektórych z nich (w niektóre dni) sprawowana jest polowa msza święta. Najważniejsze z nich to:
| Górskie miejsca pielgrzymkowe |                                          |                |                   |
| Lp.                           | Miejsce pielgrzymkowe                    | Góra/Szczyt    | Wysokość m n.p.m. |
| 1                             | Droga krzyżowa przy alei na Anenský vrch | Anenský vrch   | 775–835           |
| 2                             | Mariin pramen                            | Jeřáb          | 713               |
| 3                             | Rolandův kámen                           | Rolandův kámen | 936               |
| 4                             | Vřesová studánka                         | Červená hora   | 1274              |